# 雄烷二酮
雄烷二酮（英語：Androstanedione，也被称为5α-雄烷二酮 5α-androstanedione 或5α-雄烷-3,17-二酮 5α-androstane-3,17-dione）是一种天然的5α-雄烷类甾体物质，和一些雄激素如睾酮、双氢睾酮（DHT）、脱氢表雄酮（DHEA）、雄烯二酮的内源代谢产物，具有一定的雄激素活性。它是本胆烷二酮（也称为5β-雄烷二酮）在5号C原子上的差向异构体。雄烷二酮可由5α还原酶催化雄烯二酮生成，也可由17β-羟基类固醇脱氢酶催化双氢睾酮生成。